# Tapinoma andamanense
Tapinoma andamanense är en myrart som beskrevs av Auguste-Henri Forel 1903. Tapinoma andamanense ingår i släktet Tapinoma och familjen myror.

## Underarter
Arten delas in i följande underarter:
- T. a. andamanense
- T. a. capsincola